# Volta a Luxemburg 2022
La Volta a Luxemburg 2022, 82a edició de la Volta a Luxemburg, es disputà entre el 13 i el 17 de setembre de 2022 sobre un recorregut de 720,1 km repartits entre cinc etapes. La cursa formava part del calendari de l'UCI ProSeries 2022, amb una categoria 2.Pro.
El vencedor final fou el danès Mattias Skjelmose Jensen (Trek-Segafredo), que fou acompanyat al podi per Kévin Vauquelin (Arkéa-Samsic) i Valentin Madouas (Groupama-FDJ).

## Equips
En aquesta edició hi prenen part 19 equips, sis UCI WorldTeam, nou UCI ProTeams i quatre equip continental.
| WorldTeams (6)- Quick-Step Alpha Vinyl - AG2R Citroën Team - Cofidis - Groupama-FDJ - Trek-Segafredo - UAE Team Emirates ProTeams (9)- Alpecin-Deceuninck - B&B Hotels-KTM - Bingoal Pauwels Sauces WB - Burgos-BH - Caja Rural-Seguros RGA - Euskaltel-Euskadi - Sport Vlaanderen-Baloise - Arkéa-Samsic - Uno-X Pro Cycling Team Equips continentals (4)- Bolton Equities Black Spoke Pro Cycling - Leopard Pro Cycling - Riwal - Geofco Doltcini Matériel-vélo.com |
| |

## Etapes
| Etapa    | Data      | Ciutats d'etapa                           | type                      | Distància (km) | Desnivell (m) | Vencedor de l'etapa | Líder de la general |
| -------- | --------- | ----------------------------------------- | ------------------------- | -------------- | ------------- | ------------------- | ------------------- |
| 1a etapa | 13 de set | Ciutat de Luxemburg – Ciutat de Luxemburg | etapa accidentada         | 163,8          | 2.554 m       | Valentin Madouas    | Valentin Madouas    |
| 2a etapa | 14 de set | Junglinster – Junglinster                 | etapa accidentada         | 163,4          | 2.060 m       | Matteo Trentin      | Valentin Madouas    |
| 3a etapa | 15 de set | Rouspert – Diekirch                       | etapa accidentada         | 188,4          | 2.940 m       | Aaron Gate          | Valentin Madouas    |
| 4a etapa | 16 de set | Remich – Remich                           | contrarellotge individual | 26,1           | 303 m         | Mattias Skjelmose   | Mattias Skjelmose   |
| 5a etapa | 17 de set | Mersch – Ciutat de Luxemburg              | etapa accidentada         | 178,4          | 3.186 m       | Valentin Madouas    | Mattias Skjelmose   |

### Etapa 1
| \| Classificació de l'etapa \| Classificació de l'etapa \| Classificació de l'etapa \| Classificació de l'etapa \| Classificació de l'etapa \| \| Corredor \| Corredor \| Equip \| Temps \| \| \| ------------------------ \| ------------------------ \| ------------------------ \| ------------------------ \| ------------------------ \| \| 1r \| Valentin Madouas \| Groupama-FDJ \| 4h 00' 25" \| \| \| 2n \| Sjoerd Bax \| Alpecin-Deceuninck \| + 3" \| \| \| 3r \| Clément Berthet \| AG2R Citroën Team \| + 7" \| \| \| 4t \| Matteo Trentin \| UAE Team Emirates \| + 8" \| \| \| 5è \| Florian Sénéchal \| Quick-Step Alpha Vinyl \| + 8" \| \| \| 6è \| Benjamin Thomas \| Cofidis \| + 8" \| \| \| 7è \| Maxime Bouet \| Arkéa-Samsic \| + 8" \| \| \| 8è \| Victor Koretzky \| B&B Hotels-KTM \| + 8" \| \| \| 9è \| Franck Bonnamour \| B&B Hotels-KTM \| + 8" \| \| \| 10è \| Rune Herregodts \| Sport Vlaanderen-Baloise \| + 8" \| \| |                  |                          |            |
| |                  |                          |            |
| Font: ProCyclingStats |                  |                          |            |
| Classificació de l'etapa |                  |                          |            |
| Corredor | Corredor         | Equip                    | Temps      |
| 1r | Valentin Madouas | Groupama-FDJ             | 4h 00' 25" |
| 2n | Sjoerd Bax       | Alpecin-Deceuninck       | + 3"       |
| 3r | Clément Berthet  | AG2R Citroën Team        | + 7"       |
| 4t | Matteo Trentin   | UAE Team Emirates        | + 8"       |
| 5è | Florian Sénéchal | Quick-Step Alpha Vinyl   | + 8"       |
| 6è | Benjamin Thomas  | Cofidis                  | + 8"       |
| 7è | Maxime Bouet     | Arkéa-Samsic             | + 8"       |
| 8è | Victor Koretzky  | B&B Hotels-KTM           | + 8"       |
| 9è | Franck Bonnamour | B&B Hotels-KTM           | + 8"       |
| 10è | Rune Herregodts  | Sport Vlaanderen-Baloise | + 8"       |

| \| Classificació general \| Classificació general \| Classificació general \| Classificació general \| Classificació general \| \| Corredor \| Corredor \| Equip \| Temps \| \| \| --------------------- \| --------------------- \| ------------------------ \| --------------------- \| --------------------- \| \| 1r \| Valentin Madouas \| Groupama-FDJ \| 40h 08' 35" \| \| \| 2n \| Sjoerd Bax \| Alpecin-Deceuninck \| + 7" \| \| \| 3r \| Clément Berthet \| AG2R Citroën Team \| + 13" \| \| \| 4t \| Matteo Trentin \| UAE Team Emirates \| + 18" \| \| \| 5è \| Florian Sénéchal \| Quick-Step Alpha Vinyl \| + 18" \| \| \| 6è \| Benjamin Thomas \| Cofidis \| + 18" \| \| \| 7è \| Maxime Bouet \| Arkéa-Samsic \| + 18" \| \| \| 8è \| Victor Koretzky \| B&B Hotels-KTM \| + 18" \| \| \| 9è \| Franck Bonnamour \| B&B Hotels-KTM \| + 18" \| \| \| 10è \| Rune Herregodts \| Sport Vlaanderen-Baloise \| + 18" \| \| |                  |                          |             |
| |                  |                          |             |
| Font: ProCyclingStats |                  |                          |             |
| Classificació general |                  |                          |             |
| Corredor | Corredor         | Equip                    | Temps       |
| 1r | Valentin Madouas | Groupama-FDJ             | 40h 08' 35" |
| 2n | Sjoerd Bax       | Alpecin-Deceuninck       | + 7"        |
| 3r | Clément Berthet  | AG2R Citroën Team        | + 13"       |
| 4t | Matteo Trentin   | UAE Team Emirates        | + 18"       |
| 5è | Florian Sénéchal | Quick-Step Alpha Vinyl   | + 18"       |
| 6è | Benjamin Thomas  | Cofidis                  | + 18"       |
| 7è | Maxime Bouet     | Arkéa-Samsic             | + 18"       |
| 8è | Victor Koretzky  | B&B Hotels-KTM           | + 18"       |
| 9è | Franck Bonnamour | B&B Hotels-KTM           | + 18"       |
| 10è | Rune Herregodts  | Sport Vlaanderen-Baloise | + 18"       |

### Etapa 2
| \| Classificació de l'etapa \| Classificació de l'etapa \| Classificació de l'etapa \| Classificació de l'etapa \| Classificació de l'etapa \| \| Corredor \| Corredor \| Equip \| Temps \| \| \| ------------------------ \| ------------------------ \| ------------------------ \| ------------------------ \| ------------------------ \| \| 1r \| Matteo Trentin \| UAE Team Emirates \| 3h 51' 51" \| \| \| 2n \| Florian Sénéchal \| Quick-Step Alpha Vinyl \| + 0" \| \| \| 3r \| Davide Ballerini \| Quick-Step Alpha Vinyl \| + 0" \| \| \| 4t \| Axel Laurance \| B&B Hotels-KTM \| + 0" \| \| \| 5è \| Mattias Skjelmose \| Trek-Segafredo \| + 0" \| \| \| 6è \| Jon Barrenetxea \| Caja Rural-Seguros RGA \| + 0" \| \| \| 7è \| Tobias Bayer \| Alpecin-Deceuninck \| + 0" \| \| \| 8è \| Benjamin Thomas \| Cofidis \| + 0" \| \| \| 9è \| Victor Koretzky \| B&B Hotels-KTM \| + 0" \| \| \| 10è \| Rui Oliveira \| UAE Team Emirates \| + 0" \| \| |                   |                        |            |
| |                   |                        |            |
| Font: ProCyclingStats |                   |                        |            |
| Classificació de l'etapa |                   |                        |            |
| Corredor | Corredor          | Equip                  | Temps      |
| 1r | Matteo Trentin    | UAE Team Emirates      | 3h 51' 51" |
| 2n | Florian Sénéchal  | Quick-Step Alpha Vinyl | + 0"       |
| 3r | Davide Ballerini  | Quick-Step Alpha Vinyl | + 0"       |
| 4t | Axel Laurance     | B&B Hotels-KTM         | + 0"       |
| 5è | Mattias Skjelmose | Trek-Segafredo         | + 0"       |
| 6è | Jon Barrenetxea   | Caja Rural-Seguros RGA | + 0"       |
| 7è | Tobias Bayer      | Alpecin-Deceuninck     | + 0"       |
| 8è | Benjamin Thomas   | Cofidis                | + 0"       |
| 9è | Victor Koretzky   | B&B Hotels-KTM         | + 0"       |
| 10è | Rui Oliveira      | UAE Team Emirates      | + 0"       |

| \| Classificació general \| Classificació general \| Classificació general \| Classificació general \| Classificació general \| \| Corredor \| Corredor \| Equip \| Temps \| \| \| --------------------- \| --------------------- \| ---------------------- \| --------------------- \| --------------------- \| \| 1r \| Valentin Madouas \| Groupama-FDJ \| 7h 52' 06" \| \| \| 2n \| Sjoerd Bax \| Alpecin-Deceuninck \| + 7" \| \| \| 3r \| Matteo Trentin \| UAE Team Emirates \| + 8" \| \| \| 4t \| Bastien Tronchon \| AG2R Citroën Team \| + 9" \| \| \| 5è \| Florian Sénéchal \| Quick-Step Alpha Vinyl \| + 12" \| \| \| 6è \| Clément Berthet \| AG2R Citroën Team \| + 13" \| \| \| 7è \| Benjamin Thomas \| Cofidis \| + 18" \| \| \| 8è \| Victor Koretzky \| B&B Hotels-KTM \| + 18" \| \| \| 9è \| Mattias Skjelmose \| Trek-Segafredo \| + 18" \| \| \| 10è \| Jonas Gregaard Wilsly \| Uno-X Pro Cycling Team \| + 18" \| \| |                       |                        |            |
| |                       |                        |            |
| Font: ProCyclingStats |                       |                        |            |
| Classificació general |                       |                        |            |
| Corredor | Corredor              | Equip                  | Temps      |
| 1r | Valentin Madouas      | Groupama-FDJ           | 7h 52' 06" |
| 2n | Sjoerd Bax            | Alpecin-Deceuninck     | + 7"       |
| 3r | Matteo Trentin        | UAE Team Emirates      | + 8"       |
| 4t | Bastien Tronchon      | AG2R Citroën Team      | + 9"       |
| 5è | Florian Sénéchal      | Quick-Step Alpha Vinyl | + 12"      |
| 6è | Clément Berthet       | AG2R Citroën Team      | + 13"      |
| 7è | Benjamin Thomas       | Cofidis                | + 18"      |
| 8è | Victor Koretzky       | B&B Hotels-KTM         | + 18"      |
| 9è | Mattias Skjelmose     | Trek-Segafredo         | + 18"      |
| 10è | Jonas Gregaard Wilsly | Uno-X Pro Cycling Team | + 18"      |

### Etapa 3
| \| Classificació de l'etapa \| Classificació de l'etapa \| Classificació de l'etapa \| Classificació de l'etapa \| Classificació de l'etapa \| \| Corredor \| Corredor \| Equip \| Temps \| \| \| ------------------------ \| ------------------------ \| --------------------------------------- \| ------------------------ \| ------------------------ \| \| 1r \| Aaron Gate \| Bolton Equities Black Spoke Pro Cycling \| 4h 40' 58" \| \| \| 2n \| Benjamin Thomas \| Cofidis \| + 0" \| \| \| 3r \| Davide Ballerini \| Quick-Step Alpha Vinyl \| + 0" \| \| \| 4t \| Matteo Trentin \| UAE Team Emirates \| + 0" \| \| \| 5è \| Florian Sénéchal \| Quick-Step Alpha Vinyl \| + 0" \| \| \| 6è \| Axel Laurance \| B&B Hotels-KTM \| + 0" \| \| \| 7è \| Kristian Sbaragli \| Alpecin-Deceuninck \| + 0" \| \| \| 8è \| Dorian Godon \| AG2R Citroën Team \| + 0" \| \| \| 9è \| Valentin Madouas \| Groupama-FDJ \| + 0" \| \| \| 10è \| Rémy Mertz \| Bingoal Pauwels Sauces WB \| + 0" \| \| |                   |                                         |            |
| |                   |                                         |            |
| Font: ProCyclingStats |                   |                                         |            |
| Classificació de l'etapa |                   |                                         |            |
| Corredor | Corredor          | Equip                                   | Temps      |
| 1r | Aaron Gate        | Bolton Equities Black Spoke Pro Cycling | 4h 40' 58" |
| 2n | Benjamin Thomas   | Cofidis                                 | + 0"       |
| 3r | Davide Ballerini  | Quick-Step Alpha Vinyl                  | + 0"       |
| 4t | Matteo Trentin    | UAE Team Emirates                       | + 0"       |
| 5è | Florian Sénéchal  | Quick-Step Alpha Vinyl                  | + 0"       |
| 6è | Axel Laurance     | B&B Hotels-KTM                          | + 0"       |
| 7è | Kristian Sbaragli | Alpecin-Deceuninck                      | + 0"       |
| 8è | Dorian Godon      | AG2R Citroën Team                       | + 0"       |
| 9è | Valentin Madouas  | Groupama-FDJ                            | + 0"       |
| 10è | Rémy Mertz        | Bingoal Pauwels Sauces WB               | + 0"       |

| \| Classificació general \| Classificació general \| Classificació general \| Classificació general \| Classificació general \| \| Corredor \| Corredor \| Equip \| Temps \| \| \| --------------------- \| --------------------- \| --------------------------------------- \| --------------------- \| --------------------- \| \| 1r \| Valentin Madouas \| Groupama-FDJ \| 12h 33' 04" \| \| \| 2n \| Sjoerd Bax \| Alpecin-Deceuninck \| + 7" \| \| \| 3r \| Matteo Trentin \| UAE Team Emirates \| + 8" \| \| \| 4t \| Aaron Gate \| Bolton Equities Black Spoke Pro Cycling \| + 8" \| \| \| 5è \| Bastien Tronchon \| AG2R Citroën Team \| + 9" \| \| \| 6è \| Florian Sénéchal \| Quick-Step Alpha Vinyl \| + 12" \| \| \| 7è \| Benjamin Thomas \| Cofidis \| + 12" \| \| \| 8è \| Clément Berthet \| AG2R Citroën Team \| + 13" \| \| \| 9è \| Mattias Skjelmose \| Trek-Segafredo \| + 18" \| \| \| 10è \| Rune Herregodts \| Sport Vlaanderen-Baloise \| + 18" \| \| |                   |                                         |             |
| |                   |                                         |             |
| Font: ProCyclingStats |                   |                                         |             |
| Classificació general |                   |                                         |             |
| Corredor | Corredor          | Equip                                   | Temps       |
| 1r | Valentin Madouas  | Groupama-FDJ                            | 12h 33' 04" |
| 2n | Sjoerd Bax        | Alpecin-Deceuninck                      | + 7"        |
| 3r | Matteo Trentin    | UAE Team Emirates                       | + 8"        |
| 4t | Aaron Gate        | Bolton Equities Black Spoke Pro Cycling | + 8"        |
| 5è | Bastien Tronchon  | AG2R Citroën Team                       | + 9"        |
| 6è | Florian Sénéchal  | Quick-Step Alpha Vinyl                  | + 12"       |
| 7è | Benjamin Thomas   | Cofidis                                 | + 12"       |
| 8è | Clément Berthet   | AG2R Citroën Team                       | + 13"       |
| 9è | Mattias Skjelmose | Trek-Segafredo                          | + 18"       |
| 10è | Rune Herregodts   | Sport Vlaanderen-Baloise                | + 18"       |

### Etapa 4
| \| Classificació de l'etapa \| Classificació de l'etapa \| Classificació de l'etapa \| Classificació de l'etapa \| Classificació de l'etapa \| \| Corredor \| Corredor \| Equip \| Temps \| \| \| ------------------------ \| ------------------------ \| ------------------------ \| ------------------------ \| ------------------------ \| \| 1r \| Mattias Skjelmose \| Trek-Segafredo \| 34' 05" \| \| \| 2n \| Kévin Vauquelin \| Arkéa-Samsic \| + 3" \| \| \| 3r \| Morten Hulgaard \| Uno-X Pro Cycling Team \| + 13" \| \| \| 4t \| Thibault Guernalec \| Arkéa-Samsic \| + 15" \| \| \| 5è \| Sjoerd Bax \| Alpecin-Deceuninck \| + 25" \| \| \| 6è \| Kevin Geniets \| Groupama-FDJ \| + 25" \| \| \| 7è \| Jason Osborne \| Alpecin-Deceuninck \| + 26" \| \| \| 8è \| Rune Herregodts \| Sport Vlaanderen-Baloise \| + 27" \| \| \| 9è \| Jonas Gregaard Wilsly \| Uno-X Pro Cycling Team \| + 37" \| \| \| 10è \| Valentin Madouas \| Groupama-FDJ \| + 39" \| \| |                       |                          |         |
| |                       |                          |         |
| Font: ProCyclingStats |                       |                          |         |
| Classificació de l'etapa |                       |                          |         |
| Corredor | Corredor              | Equip                    | Temps   |
| 1r | Mattias Skjelmose     | Trek-Segafredo           | 34' 05" |
| 2n | Kévin Vauquelin       | Arkéa-Samsic             | + 3"    |
| 3r | Morten Hulgaard       | Uno-X Pro Cycling Team   | + 13"   |
| 4t | Thibault Guernalec    | Arkéa-Samsic             | + 15"   |
| 5è | Sjoerd Bax            | Alpecin-Deceuninck       | + 25"   |
| 6è | Kevin Geniets         | Groupama-FDJ             | + 25"   |
| 7è | Jason Osborne         | Alpecin-Deceuninck       | + 26"   |
| 8è | Rune Herregodts       | Sport Vlaanderen-Baloise | + 27"   |
| 9è | Jonas Gregaard Wilsly | Uno-X Pro Cycling Team   | + 37"   |
| 10è | Valentin Madouas      | Groupama-FDJ             | + 39"   |

| \| Classificació general \| Classificació general \| Classificació general \| Classificació general \| Classificació general \| \| Corredor \| Corredor \| Equip \| Temps \| \| \| --------------------- \| --------------------- \| ------------------------ \| --------------------- \| --------------------- \| \| 1r \| Mattias Skjelmose \| Trek-Segafredo \| 13h 07' 27" \| \| \| 2n \| Kévin Vauquelin \| Arkéa-Samsic \| + 3" \| \| \| 3r \| Sjoerd Bax \| Alpecin-Deceuninck \| + 14" \| \| \| 4t \| Valentin Madouas \| Groupama-FDJ \| + 21" \| \| \| 5è \| Kevin Geniets \| Groupama-FDJ \| + 25" \| \| \| 6è \| Jason Osborne \| Alpecin-Deceuninck \| + 26" \| \| \| 7è \| Rune Herregodts \| Sport Vlaanderen-Baloise \| + 27" \| \| \| 8è \| Matteo Trentin \| UAE Team Emirates \| + 31" \| \| \| 9è \| Jonas Gregaard Wilsly \| Uno-X Pro Cycling Team \| + 37" \| \| \| 10è \| Benjamin Thomas \| Cofidis \| + 39" \| \| |                       |                          |             |
| |                       |                          |             |
| Font: ProCyclingStats |                       |                          |             |
| Classificació general |                       |                          |             |
| Corredor | Corredor              | Equip                    | Temps       |
| 1r | Mattias Skjelmose     | Trek-Segafredo           | 13h 07' 27" |
| 2n | Kévin Vauquelin       | Arkéa-Samsic             | + 3"        |
| 3r | Sjoerd Bax            | Alpecin-Deceuninck       | + 14"       |
| 4t | Valentin Madouas      | Groupama-FDJ             | + 21"       |
| 5è | Kevin Geniets         | Groupama-FDJ             | + 25"       |
| 6è | Jason Osborne         | Alpecin-Deceuninck       | + 26"       |
| 7è | Rune Herregodts       | Sport Vlaanderen-Baloise | + 27"       |
| 8è | Matteo Trentin        | UAE Team Emirates        | + 31"       |
| 9è | Jonas Gregaard Wilsly | Uno-X Pro Cycling Team   | + 37"       |
| 10è | Benjamin Thomas       | Cofidis                  | + 39"       |

### Etapa 5
| \| Classificació de l'etapa \| Classificació de l'etapa \| Classificació de l'etapa \| Classificació de l'etapa \| Classificació de l'etapa \| \| Corredor \| Corredor \| Equip \| Temps \| \| \| ------------------------ \| ------------------------ \| ------------------------- \| ------------------------ \| ------------------------ \| \| 1r \| Valentin Madouas \| Groupama-FDJ \| 4h 36' 08" \| \| \| 2n \| Mattias Skjelmose \| Trek-Segafredo \| + 0" \| \| \| 3r \| Kévin Vauquelin \| Arkéa-Samsic \| + 0" \| \| \| 4t \| Kevin Geniets \| Groupama-FDJ \| + 0" \| \| \| 5è \| Matteo Trentin \| UAE Team Emirates \| + 3" \| \| \| 6è \| Axel Laurance \| B&B Hotels-KTM \| + 3" \| \| \| 7è \| Rémy Mertz \| Bingoal Pauwels Sauces WB \| + 3" \| \| \| 8è \| Dorian Godon \| AG2R Citroën Team \| + 3" \| \| \| 9è \| Marco Tizza \| Bingoal Pauwels Sauces WB \| + 3" \| \| \| 10è \| Sjoerd Bax \| Alpecin-Deceuninck \| + 3" \| \| |                   |                           |            |
| |                   |                           |            |
| Font: ProCyclingStats |                   |                           |            |
| Classificació de l'etapa |                   |                           |            |
| Corredor | Corredor          | Equip                     | Temps      |
| 1r | Valentin Madouas  | Groupama-FDJ              | 4h 36' 08" |
| 2n | Mattias Skjelmose | Trek-Segafredo            | + 0"       |
| 3r | Kévin Vauquelin   | Arkéa-Samsic              | + 0"       |
| 4t | Kevin Geniets     | Groupama-FDJ              | + 0"       |
| 5è | Matteo Trentin    | UAE Team Emirates         | + 3"       |
| 6è | Axel Laurance     | B&B Hotels-KTM            | + 3"       |
| 7è | Rémy Mertz        | Bingoal Pauwels Sauces WB | + 3"       |
| 8è | Dorian Godon      | AG2R Citroën Team         | + 3"       |
| 9è | Marco Tizza       | Bingoal Pauwels Sauces WB | + 3"       |
| 10è | Sjoerd Bax        | Alpecin-Deceuninck        | + 3"       |

## Classificacions finals

### Classificació general
| \| Classificació general \| Classificació general \| Classificació general \| Classificació general \| Classificació general \| \| Corredor \| Corredor \| Equip \| Temps \| \| \| --------------------- \| --------------------- \| --------------------------------------- \| --------------------- \| --------------------- \| \| 1r \| Mattias Skjelmose \| Trek-Segafredo \| 17h 43' 29" \| \| \| 2n \| Kévin Vauquelin \| Arkéa-Samsic \| + 5" \| \| \| 3r \| Valentin Madouas \| Groupama-FDJ \| + 17" \| \| \| 4t \| Sjoerd Bax \| Alpecin-Deceuninck \| + 23" \| \| \| 5è \| Kevin Geniets \| Groupama-FDJ \| + 31" \| \| \| 6è \| Matteo Trentin \| UAE Team Emirates \| + 40" \| \| \| 7è \| Jonas Gregaard Wilsly \| Uno-X Pro Cycling Team \| + 53" \| \| \| 8è \| Benjamin Thomas \| Cofidis \| + 55" \| \| \| 9è \| Aaron Gate \| Bolton Equities Black Spoke Pro Cycling \| + 56" \| \| \| 10è \| Rune Herregodts \| Sport Vlaanderen-Baloise \| + 57" \| \| |                       |                                         |             |
| |                       |                                         |             |
| Font: ProCyclingStats |                       |                                         |             |
| Classificació general |                       |                                         |             |
| Corredor | Corredor              | Equip                                   | Temps       |
| 1r | Mattias Skjelmose     | Trek-Segafredo                          | 17h 43' 29" |
| 2n | Kévin Vauquelin       | Arkéa-Samsic                            | + 5"        |
| 3r | Valentin Madouas      | Groupama-FDJ                            | + 17"       |
| 4t | Sjoerd Bax            | Alpecin-Deceuninck                      | + 23"       |
| 5è | Kevin Geniets         | Groupama-FDJ                            | + 31"       |
| 6è | Matteo Trentin        | UAE Team Emirates                       | + 40"       |
| 7è | Jonas Gregaard Wilsly | Uno-X Pro Cycling Team                  | + 53"       |
| 8è | Benjamin Thomas       | Cofidis                                 | + 55"       |
| 9è | Aaron Gate            | Bolton Equities Black Spoke Pro Cycling | + 56"       |
| 10è | Rune Herregodts       | Sport Vlaanderen-Baloise                | + 57"       |

| Classificació per punts | Classificació per punts | Classificació per punts                 | Classificació per punts | Classificació per punts |
| Corredor                | Corredor                | Equip                                   | Punts                   |                         |
| ----------------------- | ----------------------- | --------------------------------------- | ----------------------- | ----------------------- |
| 1r                      | Matteo Trentin          | UAE Team Emirates                       | 51 pts                  |                         |
| 2n                      | Mattias Skjelmose       | Trek-Segafredo                          | 45 pts                  |                         |
| 3r                      | Valentin Madouas        | Groupama-FDJ                            | 43 pts                  |                         |
| 4t                      | Florian Sénéchal        | Quick-Step Alpha Vinyl                  | 34 pts                  |                         |
| 5è                      | Kévin Vauquelin         | Arkéa-Samsic                            | 29 pts                  |                         |
| 6è                      | Sjoerd Bax              | Alpecin-Deceuninck                      | 26 pts                  |                         |
| 7è                      | Benjamin Thomas         | Cofidis                                 | 26 pts                  |                         |
| 8è                      | Davide Ballerini        | Quick-Step Alpha Vinyl                  | 26 pts                  |                         |
| 9è                      | Axel Laurance           | B&B Hotels-KTM                          | 25 pts                  |                         |
| 10è                     | Aaron Gate              | Bolton Equities Black Spoke Pro Cycling | 20 pts                  |                         |

| Classificació per punts | Classificació per punts | Classificació per punts                 | Classificació per punts | Classificació per punts |
| Corredor                | Corredor                | Equip                                   | Punts                   |                         |
| ----------------------- | ----------------------- | --------------------------------------- | ----------------------- | ----------------------- |
| 1r                      | Matteo Trentin          | UAE Team Emirates                       | 51 pts                  |                         |
| 2n                      | Mattias Skjelmose       | Trek-Segafredo                          | 45 pts                  |                         |
| 3r                      | Valentin Madouas        | Groupama-FDJ                            | 43 pts                  |                         |
| 4t                      | Florian Sénéchal        | Quick-Step Alpha Vinyl                  | 34 pts                  |                         |
| 5è                      | Kévin Vauquelin         | Arkéa-Samsic                            | 29 pts                  |                         |
| 6è                      | Sjoerd Bax              | Alpecin-Deceuninck                      | 26 pts                  |                         |
| 7è                      | Benjamin Thomas         | Cofidis                                 | 26 pts                  |                         |
| 8è                      | Davide Ballerini        | Quick-Step Alpha Vinyl                  | 26 pts                  |                         |
| 9è                      | Axel Laurance           | B&B Hotels-KTM                          | 25 pts                  |                         |
| 10è                     | Aaron Gate              | Bolton Equities Black Spoke Pro Cycling | 20 pts                  |                         |

| Classificació de la muntanya | Classificació de la muntanya | Classificació de la muntanya          | Classificació de la muntanya | Classificació de la muntanya |
| Corredor                     | Corredor                     | Equip                                 | Punts                        |                              |
| ---------------------------- | ---------------------------- | ------------------------------------- | ---------------------------- | ---------------------------- |
| 1r                           | Joel Nicolau Beltran         | Caja Rural-Seguros RGA                | 35 pts                       |                              |
| 2n                           | Gil Gelders                  | Bingoal Pauwels Sauces WB Development | 12 pts                       |                              |
| 3r                           | Felix Gall                   | AG2R Citroën Team                     | 9 pts                        |                              |
| 4t                           | Morten Hulgaard              | Uno-X Pro Cycling Team                | 7 pts                        |                              |
| 5è                           | Joel Suter                   | UAE Team Emirates                     | 6 pts                        |                              |
| 6è                           | Sander Armée                 | Cofidis                               | 6 pts                        |                              |
| 7è                           | Victor Koretzky              | B&B Hotels-KTM                        | 5 pts                        |                              |
| 8è                           | Kasper Viberg Søgaard        | Riwal Cycling Team                    | 5 pts                        |                              |
| 9è                           | Pierre Rolland               | B&B Hotels-KTM                        | 5 pts                        |                              |
| 10è                          | Antonio Jesús Soto           | Euskaltel-Euskadi                     | 5 pts                        |                              |

| Classificació de la muntanya | Classificació de la muntanya | Classificació de la muntanya          | Classificació de la muntanya | Classificació de la muntanya |
| Corredor                     | Corredor                     | Equip                                 | Punts                        |                              |
| ---------------------------- | ---------------------------- | ------------------------------------- | ---------------------------- | ---------------------------- |
| 1r                           | Joel Nicolau Beltran         | Caja Rural-Seguros RGA                | 35 pts                       |                              |
| 2n                           | Gil Gelders                  | Bingoal Pauwels Sauces WB Development | 12 pts                       |                              |
| 3r                           | Felix Gall                   | AG2R Citroën Team                     | 9 pts                        |                              |
| 4t                           | Morten Hulgaard              | Uno-X Pro Cycling Team                | 7 pts                        |                              |
| 5è                           | Joel Suter                   | UAE Team Emirates                     | 6 pts                        |                              |
| 6è                           | Sander Armée                 | Cofidis                               | 6 pts                        |                              |
| 7è                           | Victor Koretzky              | B&B Hotels-KTM                        | 5 pts                        |                              |
| 8è                           | Kasper Viberg Søgaard        | Riwal Cycling Team                    | 5 pts                        |                              |
| 9è                           | Pierre Rolland               | B&B Hotels-KTM                        | 5 pts                        |                              |
| 10è                          | Antonio Jesús Soto           | Euskaltel-Euskadi                     | 5 pts                        |                              |

| Classificació del millor jove | Classificació del millor jove | Classificació del millor jove | Classificació del millor jove | Classificació del millor jove |
| Corredor                      | Corredor                      | Equip                         | Temps                         |                               |
| ----------------------------- | ----------------------------- | ----------------------------- | ----------------------------- | ----------------------------- |
| 1r                            | Mattias Skjelmose             | Trek-Segafredo                | 17h 43' 29"                   |                               |
| 2n                            | Kévin Vauquelin               | Arkéa-Samsic                  | + 5"                          |                               |
| 3r                            | Kevin Geniets                 | Groupama-FDJ                  | + 31"                         |                               |
| 4t                            | Rune Herregodts               | Sport Vlaanderen-Baloise      | + 57"                         |                               |
| 5è                            | Joel Suter                    | UAE Team Emirates             | + 59"                         |                               |
| 6è                            | Clément Berthet               | AG2R Citroën Team             | + 1' 02"                      |                               |
| 7è                            | Bastien Tronchon              | AG2R Citroën Team             | + 1' 23"                      |                               |
| 8è                            | Felix Gall                    | AG2R Citroën Team             | + 2' 54"                      |                               |
| 9è                            | Michel Ries                   | Arkéa-Samsic                  | + 3' 03"                      |                               |
| 10è                           | Jon Barrenetxea               | Caja Rural-Seguros RGA        | + 3' 33"                      |                               |

| Classificació del millor jove | Classificació del millor jove | Classificació del millor jove | Classificació del millor jove | Classificació del millor jove |
| Corredor                      | Corredor                      | Equip                         | Temps                         |                               |
| ----------------------------- | ----------------------------- | ----------------------------- | ----------------------------- | ----------------------------- |
| 1r                            | Mattias Skjelmose             | Trek-Segafredo                | 17h 43' 29"                   |                               |
| 2n                            | Kévin Vauquelin               | Arkéa-Samsic                  | + 5"                          |                               |
| 3r                            | Kevin Geniets                 | Groupama-FDJ                  | + 31"                         |                               |
| 4t                            | Rune Herregodts               | Sport Vlaanderen-Baloise      | + 57"                         |                               |
| 5è                            | Joel Suter                    | UAE Team Emirates             | + 59"                         |                               |
| 6è                            | Clément Berthet               | AG2R Citroën Team             | + 1' 02"                      |                               |
| 7è                            | Bastien Tronchon              | AG2R Citroën Team             | + 1' 23"                      |                               |
| 8è                            | Felix Gall                    | AG2R Citroën Team             | + 2' 54"                      |                               |
| 9è                            | Michel Ries                   | Arkéa-Samsic                  | + 3' 03"                      |                               |
| 10è                           | Jon Barrenetxea               | Caja Rural-Seguros RGA        | + 3' 33"                      |                               |

| Classificació per equips | Classificació per equips                | Classificació per equips | Classificació per equips |
| Equip                    | Equip                                   | Temps                    |                          |
| ------------------------ | --------------------------------------- | ------------------------ | ------------------------ |
| 1r                       | UAE Team Emirates                       | 53h 13' 52"              |                          |
| 2n                       | Alpecin-Deceuninck                      | + 1"                     |                          |
| 3r                       | AG2R Citroën Team                       | + 33"                    |                          |
| 4t                       | Arkéa-Samsic                            | + 1' 16"                 |                          |
| 5è                       | Groupama-FDJ                            | + 1' 58"                 |                          |
| 6è                       | Cofidis                                 | + 2' 15"                 |                          |
| 7è                       | B&B Hotels-KTM                          | + 4' 07"                 |                          |
| 8è                       | Bolton Equities Black Spoke Pro Cycling | + 4' 53"                 |                          |
| 9è                       | Uno-X Pro Cycling Team                  | + 9' 38"                 |                          |
| 10è                      | Quick-Step Alpha Vinyl                  | + 10' 26"                |                          |

| Classificació per equips | Classificació per equips                | Classificació per equips | Classificació per equips |
| Equip                    | Equip                                   | Temps                    |                          |
| ------------------------ | --------------------------------------- | ------------------------ | ------------------------ |
| 1r                       | UAE Team Emirates                       | 53h 13' 52"              |                          |
| 2n                       | Alpecin-Deceuninck                      | + 1"                     |                          |
| 3r                       | AG2R Citroën Team                       | + 33"                    |                          |
| 4t                       | Arkéa-Samsic                            | + 1' 16"                 |                          |
| 5è                       | Groupama-FDJ                            | + 1' 58"                 |                          |
| 6è                       | Cofidis                                 | + 2' 15"                 |                          |
| 7è                       | B&B Hotels-KTM                          | + 4' 07"                 |                          |
| 8è                       | Bolton Equities Black Spoke Pro Cycling | + 4' 53"                 |                          |
| 9è                       | Uno-X Pro Cycling Team                  | + 9' 38"                 |                          |
| 10è                      | Quick-Step Alpha Vinyl                  | + 10' 26"                |                          |

## Evolució de les classificacions
| Etapa                  | Vencedor                 | Classificació general    | Classificació de la muntanya | Classificació per punts | Classificació dels joves | Classificació per equips |
| ---------------------- | ------------------------ | ------------------------ | ---------------------------- | ----------------------- | ------------------------ | ------------------------ |
| 1                      | Valentin Madouas         | Valentin Madouas         | Valentin Madouas             | Gil Gelders             | Clément Berthet          | Alpecin-Deceuninck       |
| 2                      | Matteo Trentin           | Valentin Madouas         | Matteo Trentin               | Joel Nicolau            | Bastien Tronchon         | Alpecin-Deceuninck       |
| 3                      | Aaron Gate               | Valentin Madouas         | Matteo Trentin               | Joel Nicolau            | Bastien Tronchon         | Alpecin-Deceuninck       |
| 4                      | Mattias Skjelmose Jensen | Mattias Skjelmose Jensen | Matteo Trentin               | Joel Nicolau            | Mattias Skjelmose Jensen | Arkéa-Samsic             |
| 5                      | Valentin Madouas         | Mattias Skjelmose Jensen | Matteo Trentin               | Joel Nicolau            | Mattias Skjelmose Jensen | UAE Team Emirates        |
| Classificacions finals | Classificacions finals   | Mattias Skjelmose Jensen | Matteo Trentin               | Joel Nicolau            | Mattias Skjelmose Jensen | UAE Team Emirates        |